# Pseudomonas syringae
Pseudomonas syringae és un bacteri gram negatiu amb forma de bacil amb flagels polars. Provoca una malaltia en moltes plantes i existeix sota la forma de 50 diferents patovars tots ells disponibles en col·leccions internacionals de cultius de laboratori.
P. syringae és un membre del gènere Pseudomonas i dins del grup P. syringae. Rep el nom del nom científic del lilàs (Syringa vulgaris), d'on primer es van aïllar.
P. syringae també produeix proteïnes Ina (ice nucleation-active) que fan que l'aigua es glaci a temperatures força altes que provoquen danys en les plantes per glaçada interna. Recentment s'ha vist que aquests bacteris tenen un paper important en la producció de la pluja i la neu i que també es troben dins de les pedres de gel de les pedregades.
La patogènesi de P. syringae depèn de les proteïnes secretades dins la planta.

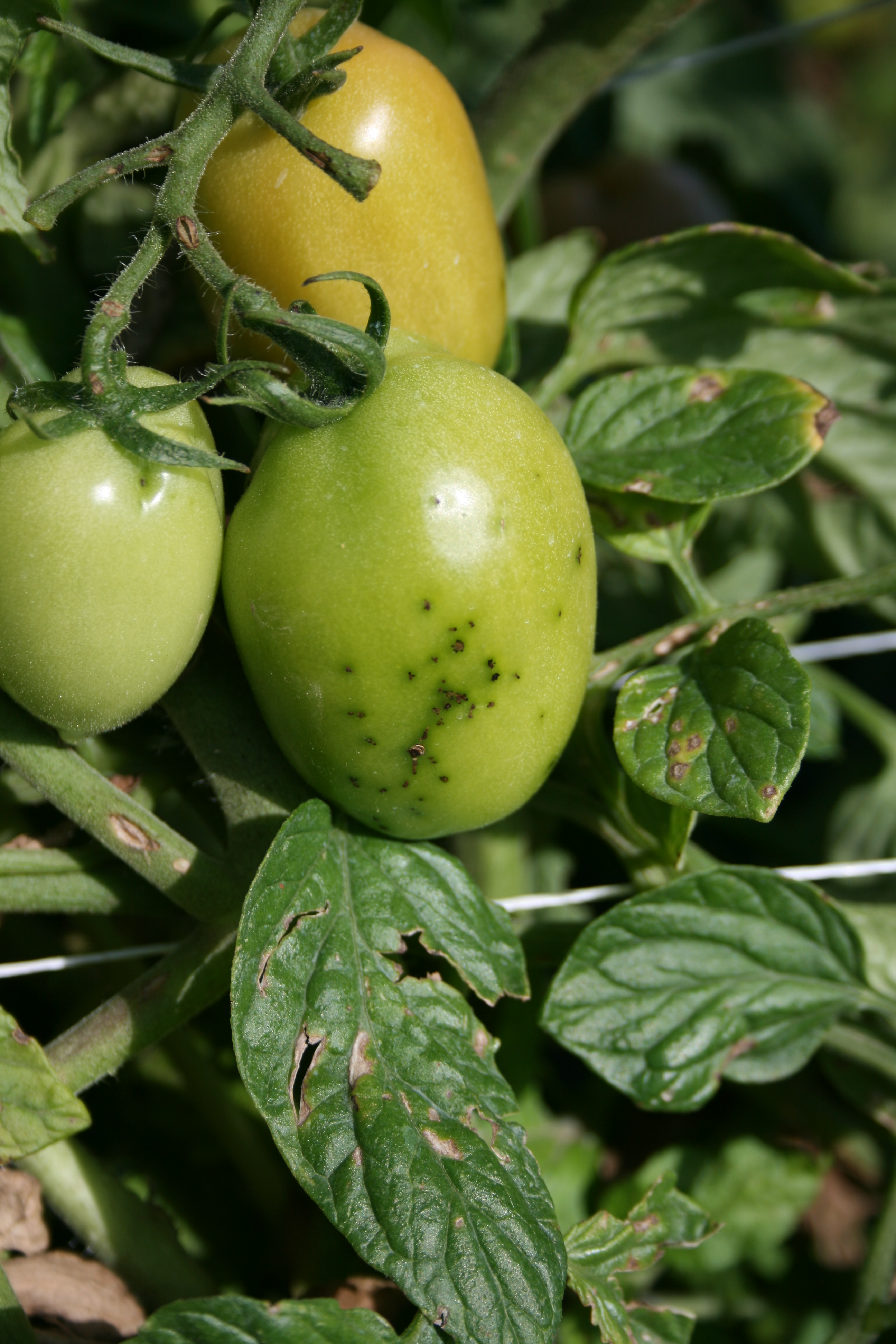
Malaltia bacteriana en tomàquets a Upstate New York

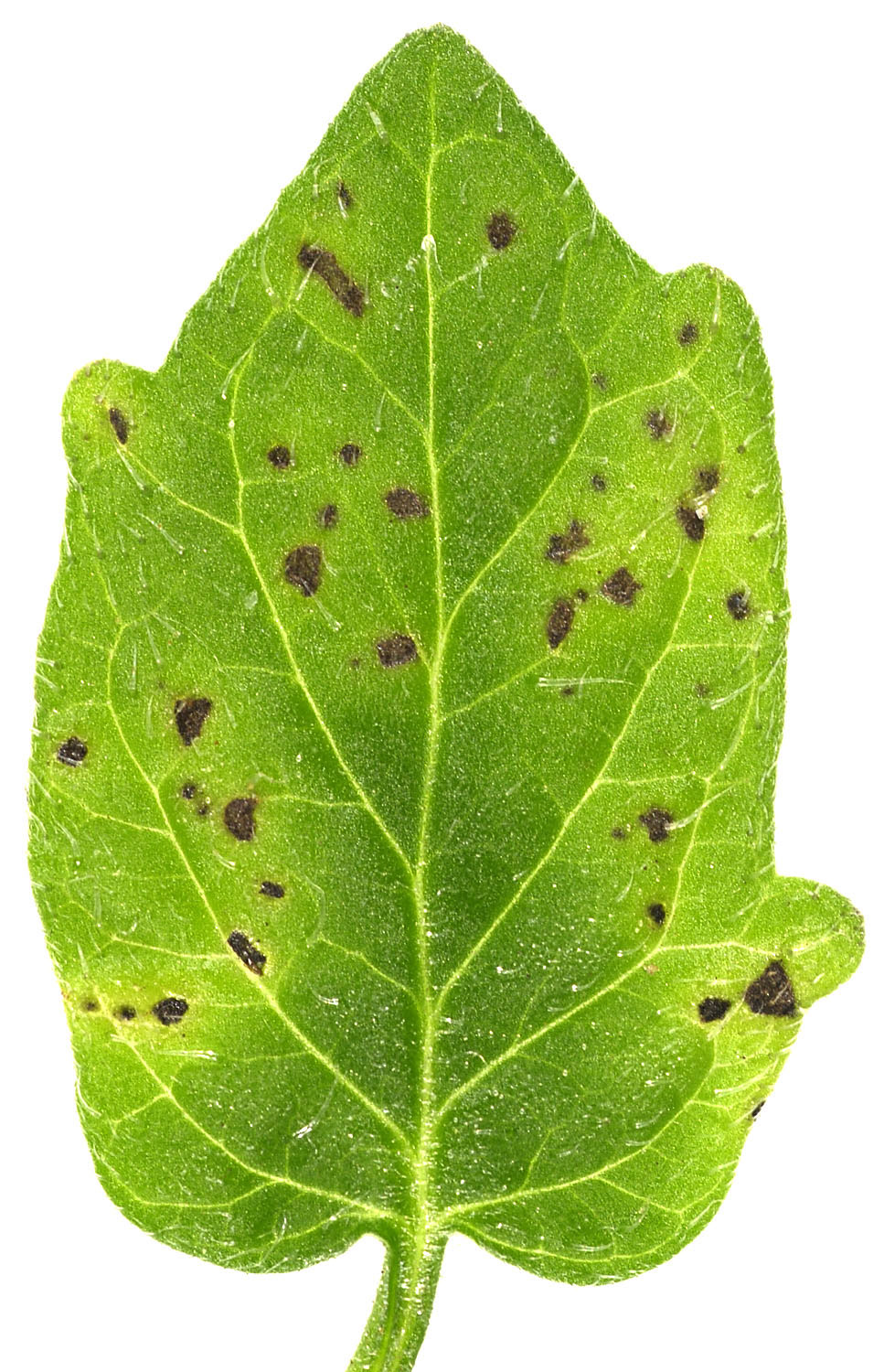
Fulla de tomaquera infectada per bacteris

## Propietats de nucleació de gel
P. syringae, més que cap altre organisme mineral o d'un altre tipus és la responsable dels danys per glaçada en les plantes, exposades al medi ambient. P. syringae pot fer que l'aigua es glaci a temperatures tan altes com 1,8 °C, però hi ha soques d'aquest bacteri que fan la nucleació a temperatures més baixes (com -8 °C).

## Epidemiologia
Les malalties provocades per P. syringae tendeixen a veure's afavorides per condicions fresques i humides, les temperatures òptimes es troben entre els 12–25 °C, però varien segons el patovar implicat. Aquests bacteris tendeixen a dispersar-se per les llavors i entre les plantes per l'esquitx de la pluja.
Encara que sigui un patogen de les plantes pot viure com sapròtrof en les fulles quan les condicions no són favorables per esdevenir una malaltia. Algunes soques saprotròfes s'ha fet servir en el control biològic contra fongs després de la collita.

## Patovars
- Pseudomonas syringae pv. aceris ataca l'auró (Acer).
- Pseudomonas syringae pv. aptata ataca Beta vulgaris.
- Pseudomonas syringae pv. atrofaciens ataca el blat Triticum aestivum.
- Pseudomonas syringae pv. dysoxylis ataca Dysoxylum spectabile.
- Pseudomonas syringae pv. japonica ataca l'ordi Hordeum vulgare.
- Pseudomonas syringae pv. lapsa Triticum aestivum.
- Pseudomonas syringae pv. panici Panicum
- Pseudomonas syringae pv. papulans Malus sylvestris.
- Pseudomonas syringae pv. pisi Pisum sativum.
- Pseudomonas syringae pv. syringae Syringa, Prunus i Phaseolus.
- Pseudomonas syringae pv. aesculi Aesculus hippocastanum,[11] causa el seu xancre.
- Pseudomonas syringae pv. actinidiae ataca Actinidia deliciosa.[12]
- Pseudomonas syringae pv. lacrhymans ataca a Cucumis sativus.[13]